# 坂田美影
坂田 美影（さかた みかげ、1981年5月16日 - ）は、日本のAV女優。バルドエージェンシー所属。

## 人物
- 趣味：映画、食べ歩き
- 特技：イタリア語、茶道

## 作品

### アダルトビデオ

#### 2008年
- 『すっぴん』（2008年11月25日しのだ）
- 『若妻中出し援交 1』（2008年12月26日　コマダム倶楽部）

#### 2009年
- 『TABOO 04 坂田美影』（2009年1月1日 プレステージ）
- 『隣の奥さんはフェラチオ上手で精飲好きな美人妻 坂田美影』（2009年2月1日 ワンズファクトリー）
- 『昼下がりの淫ら妻 30』（2009年2月20日 クリスタル映像）
- 『ママの看病で元気になっちゃった僕 僕の妄想劇 Part.3』（2009年2月28日 ラハイナ東海）
- 『完全ヴァーチャル フェラチオ視線』（2009年3月1日 ワンズファクトリー）
- 『もしもこんな女性にイジメられたら… 2』（2009年3月5日 フリーダム）
- 『男子生徒を弄ぶ 女教師美脚指導』（2009年3月5日 フリーダム）
- 『ワンマン女社長に弄ばれる男性社員たち』（2009年3月5日 フリーダム）
- 『エロい女のピストンマ●コとイヤラシい腰使い 3 美熟女絶頂限界ディルドゥオナニー」（2009年3月20日 映天）
- 『イキまくり変態娘 4』（2009年3月20日 クリスタル映像）
- 『張り型チンポ自慰 03』（2009年4月1日 ワンズファクトリー）
- 『発情奥様のテッカテカオイルオナニー』（2009年4月3日　OFFICE K’S）
- 『若妻アナル 坂田美影』（2009年8月28日アルファーインターナショナル）
- 『巨乳セレブ若妻真性生中出し』（2009年10月1日　エマニエル）

#### 2010年
- 『奴隷秘書 哀犬露出浣腸 坂田美影』（2010年1月1日 シネマジック）
- 『鄙びた田舎の若妻』（2010年2月13日 アロマ企画）
- 『当直女医の3日間』（2010年3月19日大洋図書）
- 『お隣の淫らな若妻 生中出し スペシャル』（2010年4月25日TMクリエイト）
- 『性奴に堕ちた良家の嫁 坂田美影』（2010年6月24日　AROUND）